# Équipe du Japon masculine de handball
Dernière mise à jour : 4 janvier 2024.
L'équipe du Japon masculine de handball représente la fédération japonaise de handball lors des compétitions internationales, notamment aux Jeux olympiques et aux championnats du monde.
Si le Japon a plusieurs médailles continentales (principalement avant 2000), il n'a jamais obtenu de résultats probants à l'échelle internationale.

## Palmarès
| - 1972 : 11e place - 1976 : 9e place - 1980 : non qualifiée - 1984 : 10e place - 1988 : 11e place - 1992 à 2016 : non qualifiée - 2020 : 11e place - 2024 : 11e place - 1961 : 12e place - 1964 : 16e place - 1967 : 11e place - 1970 : 10e place - 1974 : 12e place - 1978 : 12e place - 1982 : 14e place - 1986 : non qualifiée - 1990 : 15e place - 1993 : non qualifiée - 1995 : 23e place - 1997 : 15e place - 1999 : non qualifiée - 2001 : non qualifiée - 2003 : non qualifiée - 2005 : 16e place - 2007 : non qualifiée - 2009 : non qualifiée - 2011 : 16e place - 2013 : non qualifiée - 2015 : non qualifiée - 2017 : 22e place - 2019 : 24e place - 2021 : 18e place - 2023 : non qualifiée - 2025 : qualifiée | - 1977 : champion - 1979 : champion - 1983 : vice-champion - 1987 : vice-champion - 1989 : vice-champion - 1991 : vice-champion - 1993 : 3e place - 1995 : 4e place - 2000 : 3e place - 2002 : 6e place - 2004 : vice-champion - 2006 : 5e place - 2008 : 6e place - 2010 : 3e place - 2012 : 4e place - 2014 : 9e place - 2016 : 3e place - 2018 : 6e place - 2020 : 3e place - 2022 : forfait - 2024 : vice-champion - 1982 (en) : vice-champion - 1986 (en) : 3e place - 1990 (en) : vice-champion - 1994 (en) : vice-champion - 1998 (en) : 3e place - 2002 (en) : 4e place - 2006 : 6e place - 2010 (en) : 3e place - 2014 (en) : 9e place - 2018 (en) : 4e place - 2022 (en) : 4e place |

### Effectif actuel
L'effectif de l'équipe Jeux olympiques de 2024 est :

## Personnalités liées à la sélection

### Joueurs
Parmi les joueurs internationaux, on trouve :
- Rémi Feutrier, ailier franco-japonais, sélectionné depuis 2015
- Yukihiro Hashimoto, gardien de but, nommé dans l’élection du meilleur handballeur de l'année 1997
- Masanori Iwamoto
- Daisuke Miyazaki
- Kiyoshi Nishiyama, a participé aux JO de 1984 et 1988
- Yuya Taba, joueur ayant évolué à l’USAM Nîmes
- Shuichi Yoshida

### Sélectionneurs
Parmi les sélectionneurs, on trouve :
- Frédéric Volle, dans les années 2000
- Antonio Carlos Ortega, de 2015 à janvier 2017
- Dagur Sigurðsson, de août 2017[4] à février 2024
- Antonio Carlos Ortega, de mars à août 2024
- Toni Gerona, depuis août 2024

## Confrontations contre la France
| Date            | Rencontres | Victoires | Nuls | Défaites | Buts pour | Buts contre | Différence |
| --------------- | ---------- | --------- | ---- | -------- | --------- | ----------- | ---------- |
| 6 juin 2002     | 23         | 17        | 1    | 5        | ??        | ??          | ??         |
| 18 juillet 2021 | 32         | 25        | 1    | 6        | ??        | ??          | ??         |